# Cenochromyia puer
Cenochromyia puer là một loài ruồi trong họ Asilidae. Cenochromyia puer được Doleschall miêu tả năm 1858. Loài này phân bố ở miền Australasia.